# پر-اینگ بنگسون
پر-اینگ بنگسون (انگلیسی: Per-Inge Bengtsson؛ زادهٔ ۲۹ اکتبر ۱۹۵۸) قایقران کایاک، و قایقران کانو اهل سوئد است.